# 2-es számú Országos Kéktúra szakasz
A 2-es számú Országos Kéktúra szakasz 74,6 km hosszúságú, Sárvár és Sümeg között halad a Kemenesháton.
| jelzés | azonosító     | útvonal | hossz km | infók |
| ------ | ------------- | --- | -------- | ----- |
|        | OKT-021       | Sárvár vá. - Nádasdy-vár - Csónakázó-tó - Termálfürdő - Rába-híd - Tesco - Erdészlak - Haraszt-erdő - Sitke, kápolna - Gérce | 12,3     |       |
|        | OKT-022       | Gérce - Rózsáskerti erdészház                                                                                                | 2,5      |       |
|        | OKT-023       | Rózsáskerti erdészház - Scherg házaspár sírja - Banya-fa - Hidegkúti erdészház                                               | 4,7      |       |
|        | OKT-024       | Hidegkúti erdészház - kidőlt fa - Lajos-bükkök - Nyomásfokozó - Harangláb - Káld                                             | 6,6      |       |
|        | OKT-025       | Káld - Kis-Lánci-dűlő - Tacskándi-erdő - Tomaji-erdő - Káldi úti dűlő - Felsőfalu - Hosszúpereszteg                          | 10,9     |       |
|        | OKT-026       | Hosszúpereszteg - Szajki-erdő - Szajki-tavak - Szajk, erdészház                                                              | 5,8      |       |
|        | OKT-027       | Szajki erdészház - Szajki-tavak - Bögötei-dűlő - Bögötei-erdő - Robur roncs - Kávás-kúti-erdő - Öreg-erdő - volt Ötvös vá.   | 15,1     |       |
|        | OKT-028 I.2/7 | volt Ötvös vá. - Dergecsi-erdő - Dergecs-puszta - Beretvás-dűlő - Fenyősi-patak - Kisvásárhely                               | 8        |       |
|        | OKT-029 I.2/8 | Kisvásárhely - Fiatalospuszta - Sötét-erdő - Meleg-víz - Nyírlak - Villanytelep - Sümeg, vá.                                 | 8,7      |       |

OKT = Országos Kéktúra